# Pseudanthias hiva
Pseudanthias hiva là một loài cá biển thuộc chi Pseudanthias trong họ Cá mú. Loài này được mô tả lần đầu tiên vào năm 2001. Danh pháp khoa học của chúng, hiva, có nguồn gốc từ tên gọi cũ của quần đảo Marshall trong tiếng Polynesia.

## Phân bố và môi trường sống
P. hiva có phạm vi phân bố nhỏ hẹp ở vùng biển Nam Thái Bình Dương. Đây là một loài đặc hữu của quần đảo Marquesas (thuộc chủ quyền của Polynésie thuộc Pháp). Loài này sống xung quanh các rạn san hô ở độ sâu khoảng từ 10 đến 34 m.

## Mô tả
P. hiva có chiều dài cơ thể lớn nhất được ghi nhận là 10 cm. Cá đực và cá mái trưởng thành có màu sắc khác nhau. Thùy đuôi dài và nhọn (nhất là ở cá đực), có viền màu xanh ánh kim.
Số gai ở vây lưng: 10; Số tia vây mềm ở vây lưng: 16; Số gai ở vây hậu môn: 3; Số tia vây mềm ở vây hậu môn: 7; Số gai ở vây bụng: 1; Số tia vây mềm ở vây bụng: 5; Số tia vây mềm ở vây ngực: 18; Số đốt sống: 26; Số lược mang: 29 - 33.